# Frank Knox
William Franklin Knox (Boston, 1º gennaio 1874 – Washington, 28 aprile 1944) è stato un politico statunitense.

## Biografia
Trasferitosi in giovane età a Grand Rapids nello stato del Michigan, dove il padre gestiva un negozio di generi alimentari, frequentò l'Alma College. In seguito si sposò con Annie Reed Knox. Fu il quarantasettesimo segretario della marina statunitense sotto il presidente degli Stati Uniti d'America Franklin Delano Roosevelt. Il suo cadavere venne sepolto a maggio 1944 nel cimitero nazionale di Arlington.

## Riconoscimenti
Il cacciatorpediniere USS Frank Knox (DD-742) è stato chiamato in tal modo in suo onore.